# Punische oorlogen
De Punische oorlogen, door de Romeinen Bella Punica genoemd, waren de oorlogen tussen Carthago (een Fenicische kolonie gelegen aan de rand van het huidige Tunis) en de Romeinse Republiek. Deze mogendheden kwamen met elkaar in conflict omdat hun invloedssferen zich beide uitbreidden in de westelijke helft van de Middellandse Zee. De eerste gevechten braken uit nadat de Romeinen een leger naar Sicilië stuurden, een eiland dat volgens een eerder contract in Carthaagse invloedssfeer lag. Beiden maakten veelvuldig gebruik van lokale bondgenoten, die zelden betrouwbaar waren. Carthago had aanvankelijk de overhand, maar Rome bleek de langste adem te hebben. Er werden drie oorlogen tussen de Carthagers en de Romeinen uitgevochten tussen 264 en 146 v.Chr.
- Eerste Punische Oorlog: 264 - 241 v.Chr.: Hierin leerden de Romeinen, die tot dan toe slechts een landleger hadden, de vanouds zeevarende Carthagers ter zee te bestrijden; veldslagen en belegeringen vonden vooral op Sicilië plaats. De Romeinen moesten nog veel leren over oorlogvoering ter zee, maar kwamen wel met een innovatie: ze maakten speciale schepen waaraan een beweegbare loopplank was bevestigd, de corvus. In het Nederlands ook wel de ‘enterbrug’ genoemd. Ze ramden een Carthaags schip en lieten dan die loopplank vallen, waardoor de twee schepen aan elkaar vastgehaakt werden en de Romeinse troepen het vijandelijke schip konden bestormen. De ramstevens van de buitgemaakte vijandelijke schepen werden op het Forum Romanum tentoongesteld.
- Tweede Punische Oorlog: 218 - 201 v.Chr.: dit was een landoorlog, die zich vooral afspeelde op het Italiaanse en Iberisch Schiereiland; van Carthago bleef slechts een lokale mogendheid over. In deze oorlog speelde de grote Carthaagse veldheer Hannibal Barkas een hoofdrol. Hij trok vanuit het Iberisch Schiereiland over de Alpen en bracht de Romeinen jarenlang verschrikkelijke nederlagen toe, maar die wisten juist te voorkomen dat hij Rome kon belegeren. De Romeinen gingen in de tegenaanval op het Iberisch Schiereiland, waar minder grote Carthaagse veldheren werden verslagen door Publius Cornelius Scipio Africanus maior. De Romeinen marcheerden op door Noord-Afrika naar Carthago, waarbij zij geholpen werden door de Numidiërs, onder leiding van hun koning, Massinissa, die eerst bondgenoten waren geweest van de Carthagers, maar naar de Romeinen waren overgelopen. Zij leverden de Numidische cavalerie. Hannibal was dus wel gedwongen terug te keren om zijn vaderstad te verdedigen, maar hij werd verslagen in de Slag bij Zama. Carthago werd uitgeschakeld als serieuze rivaal van Rome en Hannibal werd verbannen. Hij vluchtte naar het oosten. Daar pleegde hij in 183 v.C. zelfmoord om aan gevangenneming door de Romeinen te ontsnappen.
- Derde Punische Oorlog: 149 - 146 v.Chr.: dit was een drie jaar durende belegering van Carthago door de Romeinen en eindigde met de inname en volledige verwoesting van de stad door Scipio's kleinzoon door adoptie: Publius Cornelius Scipio Aemilianus Africanus minor. De overlevenden werden als slaven verkocht. Daarmee was het belangrijkste obstakel opgeruimd om de Middellandse Zee tot de 'Mare Nostrum' voor de Romeinen te maken.